# Téves riasztás (Így jártam anyátokkal)
A Téves riasztás (eredeti címén False Positive) az Így jártam anyátokkal című televízió-sorozat hatodik évadának tizenkettedik epizódja, a sorozat 124. része. Eredetileg 2010. december 13-án vetítették, míg Magyarországon 2011. szeptember 19-én.
Ebben a karácsonyi tematikájú epizódban Marshall és Lily téves pozitív terhességi tesztje hatással van mindannyiukra. Robin új állást fogad el, Barneyt megérinti az adakozás szelleme, Ted pedig Öklös esküvői tanújaként látja el teendőit.

## Cselekmény
Lily és Marshall, akik már 2 hónapja próbálkoznak, végre pozitív terhességi tesztet produkálnak. Azonnal el is mondják a többieknek, akik extázissal reagálnak. Csakhogy aztán az orvosuk azt mondja, hogy a teszt téves eredményt adott, és Lily mégsem terhes. A következő három napban a többiek, akik még nem tudnak erről, de inspirálódtak az öröm hatására, mind átértékelik az életüket.
Ted telefonon beszél Öklössel a közelgő esküvőről és tanúkénti teendőiről. Robin szerint a legfontosabb dolgot nem teszi meg: hogy ne hagyja, hogy Öklös becsavarodjon a közelgő esküvő miatt. Ted szerint Marshallnak is ő volt a tanúja és jól helytállt, de ekkor Robin felemlegeti, hogy Marshall bepánikolt és belenyírt a saját hajába. Tedet ez nem érdekli, hanem tévét kezd el nézni, és ekkor veszi észre, hogy Robin felvette a "Fej vagy írás?" című tévévetélkedő pár részét. Robin azt mondja, hogy jelentkezett a műsorba "érmeforgatónak" (Ted szerint "érmemaca"), ami elég lealacsonyító munka ahhoz képest, hogy tavaly szilveszterkor megfogadta, hogy a World Wide News-nál fog dolgozni – ehhez képest egy kutatói állást is visszautasított náluk. Aztán megérkeznek a többiek, és amikor Marshall és Lily bejelentik a terhesség hírét, Robin átgondolja az egész életét, és úgy dönt, mégis elfogadja a World Wide News ajánlatát. Ám a harmadik napon, amikor épp fel akarja hívni a műsor producereit, hogy visszalép, megkapja az SMS-t a téves riasztásról, és elbizonytalanodik. Aznap este, amikor a banda közösen moziba készül menni, megnézni "Az élet csodaszép" című filmet, Robin elmondja Tednek, hogy az érmedobálós munkát választotta.
Barneynak is megvolt a maga dilemmája. Korábban ugyanis elhencegett Tedéknek, hogy kapott egy jó zsíros karácsonyi bónuszt, amiből egy gyémántokkal kirakott öltönyt szeretne venni. Ted szerint adakoznia kellene belőle, Barney azonban ezt nem akarja. Egész addig, míg meg nem tudja a terhességet. Ekkor átértékeli, amit eddig mondott. Első körben a bárban tart "Barney kedvencei" címmel, Oprah Winfrey stílusában ajándékosztogatást, majd meglátogatja Sam Gibbs tiszteletest, hogy adakozzon az egyháznak. Először tízezer dollárt akar írni a csekkre, de ekkor megkapja az SMS-t, és ennek hatására kiteszi a tizedesvesszőt: csak 100 dollárt ad, aminek azért így is nagyon örülnek. Barney ezt követően megveszi a gyémántokkal kirakott öltönyt.
Mindeközben Marshall és Lily, akik teljesen rástresszelik magukat a gyerekvállalásra, amikor megtudják, hogy téves riasztást kaptak, megnyugszanak. Aznap este a mozi előtt Ted kérdőre vonja őket, miért olyan nyugodtak. Marshall és Lily azt mondják, hogy lehet, hogy gyerek helyett inkább egy kutyát vennének. Ted erre elkezd dühöngeni, és azt mondja nekik, hogy egy kis feszültségtől nem kellene bepánikolniuk – hazazavarja őket, hogy próbálkozzanak tovább. Barneyra is ráripakodik, hogy vigye vissza az öltönyt és inkább adakozzon az árából – hiszen egy ilyen feltűnő öltönyben New York összes bűnözője egyből megtalálná. Aztán még leteremti Robint is, hogy nem azért költözött New Yorkba, hogy feladja az álmait, és azt mondja neki, hogy igenis vállalja el a World Wide News ajánlatát. Még a végén a bepánikolt Öklös is felhívja telefonon, akit pár másodperc alatt megnyugtat.
Ted fellépésének hatására Marshall és Lily elhatározzák, hogy tovább próbálkoznak. Barney eladja az öltönyét, az árából pedig adakozik és öltönyöket visz az egyházközösségnek, hogy a szegényebb tagjai is ki tudjanak öltözni állásinterjúkhoz. Robin elvállalja a kutatómunkát, a végén pedig megköszöni Tednek, hogy helyretette őket.
A záró jelenetben Barney karácsonyi monológ stílusában próbál csajozni, sikertelenül.

## Kontinuitás
- Marshall és Lily ismét telepatikusan beszélgetnek egymással.
- Marshall a "Valami kölcsönvett" című epizódban nyírt bele a hajába.
- Barney a Platinum SkyMall katalógusból rendelte meg a gyémántokkal kirakott öltönyt, amelyből "A kecske" című részben is rendelt.
- A "New York legjobb hamburgere" című részben még Regis Philbin volt a "Fej vagy írás" című műsor vezetője, nem pedig Alex Trebek, és ekkor még nem volt a műsorban semmilyen érmeforgató sem.
- Barney bepánikol, amikor a terhességet először meghallja, mintegy reflexszerűen. Korábban "A nem apák napja", a "Jó helyen, jó időben", és "A legutolsó cigi" című részben tett hasonlót.
- Robin "A lehetségtelen" című részben is fel akarja áldozni az álmait egy lottóműsor kedvéért.
- Barney ismét megörül, amikor Sam Gibbs tiszteletes a fiának nevezi, mint a "Nagy pakolás" című részben, és a tiszteletes ismét emlékezteti, hogy ezt csak úgy mondják.
- Marshall ebben a részben is abban bízik, hogy fia lesz és nem lánya, amitől egy kicsit tart ("Beboszetesza", "Bababeszéd")

## Jövőbeli visszautalások
- Öklös esküvőjére végül "A tanú" című részben kerül sor.
- A "Farhampton" című rész tanúsága szerint Robinnak is szüksége lesz Ted segítségére a saját esküvőjén, annak ellenére, hogy Ted Barney tanúja. "Az oltár előtt" című epizód tanúsága szerint nem sok sikerrel.
- Robin végül a "Rossz hír" című részben kezd el a World Wide News-nál dolgozni.

## Érdekességek
- Marshall és Lily úgy szeretnének kutyát venni, hogy többször kijelentette Lily a sorozatban, hogy allergiás a kutyákra - habár több epizódban is látható kutyák társaságában.
- Alex Trebek meglepettnek tűnik, mikor megtudja, hogy Robin kanadai, pedig a "P.S. Szeretlek" rész alapján egyértelműen tudnia kellett róla. Valószínű, hogy nem ismerte fel őt.
- Ted szerint Barney második legkedvesebb szava a BON betűkkel kezdődik. "A limó" című részben is láthattuk, hogy Bon Jovi-tól a "You Give Love A Bad Name" az egyik kedvenc száma.
- Barney DiBiase márkájú öltönye egy utalás Ted DiBiase profi birkózóra, akinek aranyszegélyes ruhája és gyémántokkal kirakott öve volt. A SkyMall katalógus szerint az öltöny 76 ezer dollárba került és 2 millió apró gyémántból áll össze.

## Vendégszereplők
- Ben Vereen - Sam Gibbs
- Chris Romanski - Öklös
- Alex Trebek - önmaga
- Artemis Pebdani - Anna
- Paul Schackman - Dr. Mitchell Friedman
- Melissa Molinaro - Noelle
- Benton Jennings - Jordan

## Zene
- My Morning Jacket - Xmas Is Here Again
- Death - Freakin' Out
- Vasco & Jerry Abbott - A  Perfect Christmas